# The Bitter Truth (album)
| Recensione   | Giudizio |
| ------------ | -------- |
| AllMusic     |          |
| Kerrang!     |          |
| Metal Hammer |          |

The Bitter Truth è il quarto album in studio del gruppo musicale statunitense Evanescence, pubblicato il 26 marzo 2021.

## Descrizione
L'album è stato annunciato già ad aprile 2020, prevedendo di pubblicarlo a fine anno, ma la pandemia di COVID-19 ne ha fatto rinviare l'uscita al 26 marzo 2021. È il loro primo album di inediti in dieci anni, dopo Evanescence nel 2011.

## Tracce
1. Artifact/The Turn – 2:26 (Amy Lee)
2. Broken Pieces Shine – 3:50 (Amy Lee, Tim McCord, Troy McLawhorn, Will Hunt, Jen Majura)
3. The Game Is Over – 4:22 (Amy Lee, Tim McCord, Troy McLawhorn, Will Hunt)
4. Yeah Right – 3:29 (Amy Lee, Will B. Hunt)
5. Feeding the Dark – 4:14 (Amy Lee, Tim McCord, Troy McLawhorn, Will Hunt, Will B. Hunt)
6. Wasted on You – 4:24 (Amy Lee, Tim McCord, Troy McLawhorn, Will Hunt, Jen Majura)
7. Better Without You – 4:05 (Amy Lee, Tim McCord, Troy McLawhorn, Will Hunt, Nick Raskulinecz)
8. Use My Voice – 4:01 (Amy Lee, Tim McCord, Troy McLawhorn, Will Hunt, Jen Majura, Deena Jakoub)
9. Take Cover – 3:14 (Amy Lee, Tim McCord, Troy McLawhorn, Will Hunt, Will B. Hunt)
10. Far from Heaven – 4:57 (Amy Lee)
11. Part of Me – 3:59 (Amy Lee, Tim McCord, Troy McLawhorn, Will Hunt, Jen Majura)
12. Blind Belief – 4:13 (Amy Lee, Tim McCord, Troy McLawhorn, Will Hunt)

Tracce bonus nell'edizione giapponese e Target
1. Cruel Summer (Bananarama cover; Live from Home) – 3:23 (Jolley & Swain, Sara Dallin, Siobahn Fahey, Keren Woodward)
2. The Chain (Fleetwood Mac cover; from Gears 5) – 4:12 (Lindsey Buckingham, Christine McVie, Stevie Nicks, Mick Fleetwood, John McVie)

## Formazione
Hanno partecipato alle registrazioni, secondo le note dell'album:
Evanescence
- Amy Lee – voce, pianoforte, tastiere
- Tim McCord – basso
- Will Hunt – batteria
- Troy McLawhorn – chitarra solista
- Jen Majura – chitarra ritmica, cori

Altri musicisti
- Deena Jakoub – cori nella traccia 8
- Lzzy Hale – cori nella traccia 8
- Carrie Lee – cori nella traccia 8
- Lori Lee – cori nella traccia 8
- Sharon den Adel – cori nella traccia 8
- Lindsey Stirling – cori nella traccia 8
- Taylor Momsen – cori nella traccia 8
- Amy McLawhorn – cori nella traccia 8
- David Campbell – arrangiamenti
- Alan Umstead – direttore d'orchestra
- Nashville Music Scoring – orchestra

Tecnici
- Nick Raskulinecz – produzione, missaggio
- Nathan Yarborough – ingegneria del suono
- Logan Greeson – ingegneria del suono
- Ted Jensen – masterizzazione

## Classifiche

### Classifiche settimanali
| Classifica (2021)          | Posizione massima |
| -------------------------- | ----------------- |
| Australia                  | 3                 |
| Austria                    | 5                 |
| Belgio (Fiandre)           | 4                 |
| Belgio (Vallonia)          | 10                |
| Canada                     | 14                |
| Croazia                    | 28                |
| Finlandia                  | 18                |
| Francia                    | 34                |
| Germania                   | 2                 |
| Italia                     | 20                |
| Paesi Bassi                | 15                |
| Polonia                    | 15                |
| Portogallo                 | 2                 |
| Regno Unito                | 4                 |
| Regno Unito (rock & metal) | 1                 |
| Repubblica Ceca            | 43                |
| Slovacchia                 | 96                |
| Spagna                     | 16                |
| Stati Uniti                | 11                |
| Stati Uniti (alternative)  | 2                 |
| Stati Uniti (hard rock)    | 1                 |
| Stati Uniti (rock)         | 2                 |
| Stati Uniti (tastemaker)   | 1                 |
| Svizzera                   | 1                 |
| Ungheria                   | 38                |

### Classifiche di fine anno
| Classifica (2021) | Posizione |
| ----------------- | --------- |
| Germania          | 97        |